# Massacre de Padule di Fucecchio
Invasion de la Sicile
- Lampedusa
- Corkscrew
- Mincemeat
- Barclay
- Animals
- Chestnut
- Narcissus
- Fustian
- Ladbroke
- Gela
- Troina
- Centuripe

Invasion de l'Italie
- Baytown
- Avalanche
- Rome
- Slapstick
- Armistice de Cassibile
- Achse
- Naples
- Bombardement du Vatican
- Ligne Volturno
- Libération de la Corse
- Ligne Barbara
- Bombardement de Bari

Ligne Gustave
- Ligne Bernhardt
- Raincoat
- San Pietro Infine
- Rivière Moro
- Ortona
- Rivière Rapido
- Monte Cassino
- Shingle
- Cisterna
- Diadem
- Strangle
- Ligne Trasimene
- Libération de Rome
- Ancône
- Brassard

Ligne gothique
- Rimini
- Saint-Marin
- Gemmano
- Montecieco
- Monte Castello
- Garfagnana

Offensive du printemps 1945
- Tombola
- Bowler
- Roast
- Bologne
- Argenta Gap
- Herring
- Collecchio

Guerre civile italienne
Le massacre de Padule di Fucecchio (italien : Eccidio del Padule di Fucecchio) est le meurtre d'au moins 174 civils italiens   perpétré le 23 août 1944 par la 26e Panzerdivision au Marais de Fucecchio, une vaste zone humide au nord de Fucecchio, en Toscane. Après la guerre, le commandant de la 26e Division de Panzer a été condamné pour crimes de guerre, mais les auteurs du massacre n'ont été condamnés qu'en 2011 et aucun d'entre eux n'a purgé de peine d'emprisonnement. Le massacre a été décrit comme « l'une des pires atrocités nazies en Italie ».

## Massacre
Le massacre a été perpétré en représailles à la blessure de deux soldats allemands par des partisans italiens. Un tribunal militaire italien a par la suite appris que les Allemands avaient rassemblé 94 hommes, 63 femmes et 27 enfants et les avaient assassinés à l'aide de mitraillettes. Selon le procureur, les meurtres ont été commis « de sang froid, regardant l'innocent dans les yeux ». Un historien italien a qualifié le massacre de « pas de représailles, mais d'une opération de désertification totale ».

## Poursuite
Le sergent Charles Edmonson de la police militaire britannique a enquêté sur le massacre en 1945. Il a pris des déclarations de survivants. Ces preuves ont été utilisées des décennies plus tard, après le décès d'Edmonson en 1985, pour poursuivre certains des auteurs du massacre,.
Edmonson a établi que le massacre avait été perpétré par des soldats de la 26e Panzerdivision. La division était alors commandée par Eduard Crasemann, condamné à 10 ans de prison pour crimes de guerre et décédé en prison en Allemagne de l'Ouest en 1950.

### Procès
En 2011, un tribunal militaire italien a jugé quatre des auteurs présumés et en a reconnu trois coupables, le quatrième étant décédé au cours du procès. Ernst Pistor (capitaine), Fritz Jauss (adjudant) et Johan Robert Riss (sergent) ont été reconnus coupables, tandis que Gerhard Deissmann était décédé avant le prononcé de la peine, à l'âge de 100 ans. Il était peu probable que les trois hommes purgent une peine de prison car l’Allemagne n’était pas obligée de les extrader. Aucun des trois n'a montré de remords pour leur action,.
Certains des auteurs du massacre ont également été accusés d'avoir participé au meurtre de la famille de Robert Einstein,.
Erich Priebke, Karl Hass et Michael Seifert, sont les trois seuls criminels de guerre nazis ayant purgé une peine de prison en Italie pour crimes de guerre.

### Compensation
Marco De Paolis, le procureur militaire chargé de l'affaire, a demandé à l'Allemagne de verser 14 millions d'euros d'indemnisation à 32 parents des victimes, mais l'Allemagne a nié toute responsabilité, citant des accords d'immunité conclus avec l'Italie en 1947 et 1961,.

## Commémoration
En 2015, le ministre italien des Affaires étrangères, Paolo Gentiloni, ainsi que son homologue allemand Frank-Walter Steinmeier, qui occupera plus tard le poste de président de l'Allemagne, ont ouvert un centre de documentation sur le massacre de Padule di Fucecchio. Le communiqué de presse officiel du ministère italien des Affaires étrangères et de la Coopération internationale estime à 175 le nombre de victimes du massacre.

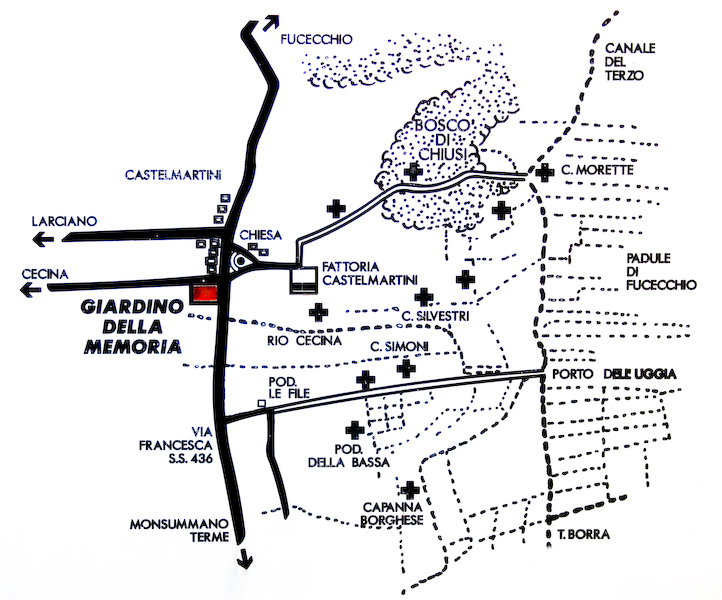
Carte de la zone avec position des lieux des exécutions.
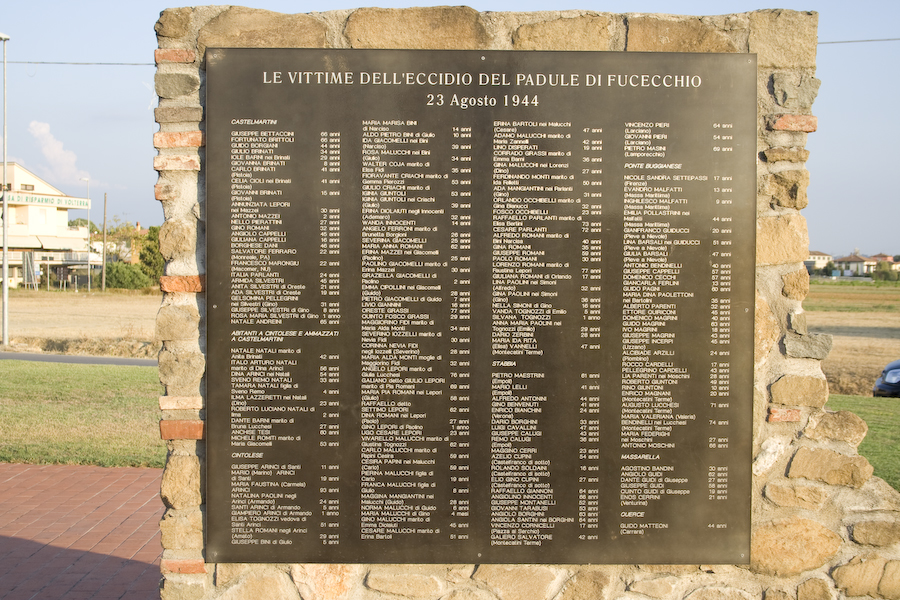
Monument avec la liste des victimes.